# Gregorius V av Konstantinopel
Gregorius V av Konstantinopel, född som Georgios Aggelopoulos (grekiska: Γεώργιος Αγγελόπουλος) 1745 i Dimitsána i Grekland, död 22 april 1821 i Konstantinopel, var patriark av Konstantinopel 1797–1798, 1806–1808 och 1818–1821. 
Han hängdes på order av sultanen Mahmud II och hans kropp kastades i Bosporen 1821, som hämnd för den grekiska upproret den 25 mars, vilket ledde till det grekiska frihetskriget. I Metropolis-katedralen i Aten finns patriark Gregorius V:s grav som helgonförklarades. Han ligger här tillsammans med Agia Filothei, ett annat helgon som också dödades av de ottomanska turkarna under den ottomanska perioden.